# 昂蒂尚德弗龙蒂涅
昂蒂尚德弗龙蒂涅（法語：Antichan-de-Frontignes，法語發音：[ɑ̃tiʃɑ̃ də fʁɔ̃tiɲ]）是法国上加龙省的一个市镇，属于圣戈当区。

## 地理
昂蒂尚德弗龙蒂涅（42°58'23"N, 0°39'56"E）面积4.27 平方千米，位于法国奧克西塔尼大區上加龙省，该省份为法国西南部内陆省份，西南端与西班牙接壤，自此顺时针与上比利牛斯省、热尔省、塔恩-加龙省、塔恩省、奥德省和阿列日省接壤。
与昂蒂尚德弗龙蒂涅接壤的市镇（或旧市镇、城区）包括：圣佩达尔代、科曼日地区弗龙蒂尼昂、卢尔德、蒙科、奥尔、弗龙萨克。

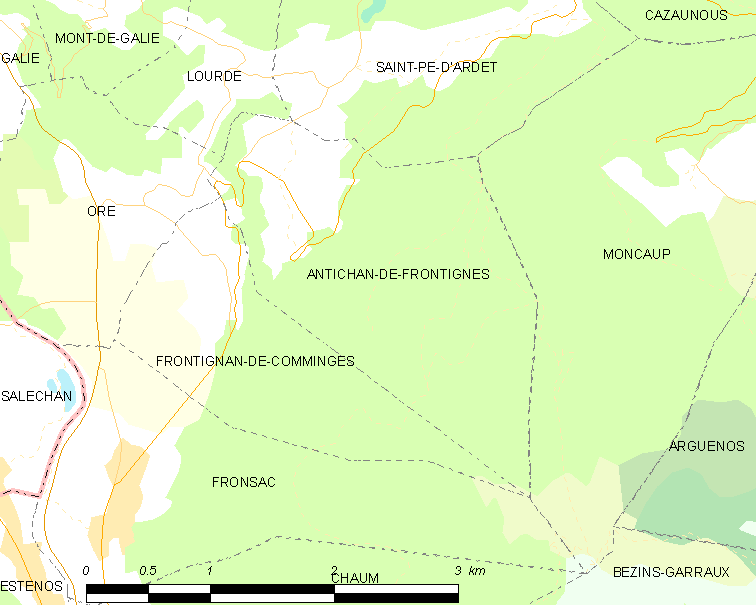
昂蒂尚德弗龙蒂涅的OSM定位图

昂蒂尚德弗龙蒂涅的时区为UTC+01:00、UTC+02:00（夏令时）。

## 行政
昂蒂尚德弗龙蒂涅的邮政编码为31510，INSEE市镇编码为31009。

## 政治
昂蒂尚德弗龙蒂涅所属的省级选区为巴涅尔德吕雄县。

## 人口

1962-2008年间昂蒂尚德弗龙蒂涅人口变化图示

昂蒂尚德弗龙蒂涅于2022年1月1日时的人口数量为171人。